# Villa González
Villa González é um município da República Dominicana pertencente à província de Santiago. Inclui dois distritos municipais: El Limón e Palmar Arriba.
O município está localizado a vinte milhas de distância de Santiago de los Caballeros.
Sua população estimada em 2012 era de 72 365 habitantes.